# Джош Холоуей
Джош Холоуей (на английски: Josh Holloway, пълно име: Joshua Lee Holloway) е американски актьор и модел, който е известен с ролята си на Джеймс „Сойър“ Форд в популярния сериал „Изгубени“.

## Ранен живот
Роден е в Сан Хосе, Калифорния, но още на две годинки той и семейството му се местят в Джорджия. Джош е праправнук на „Лула“ Холуей, която е написала книга за рода Холуей. Учи в Университета на Джорджия, но напуска след пъравата година за да стане модел. Това го води да пътешества из Европа и Северна Америка.

## Кариера
Амбицията да стане актьор го отвежда в Лос Анджелис. Там участва в комедията „Doctor Benny“ и изпълнява главните роли в „Mi amigo“, „Cold Heart“ и „Moving August“. Освен това изпълнява и главната роля в „Sabretooth“ c Дейвид Кийт и Джон Рис-Дейвис. Появява се и в много сериали като например „От местопрестъплението“ и базирания на „Бъфи, убийцата на вампири“ - „Ейнджъл“. През 2011 се появява с малка роля в хитовия екшън Мисията невъзможна: Режим Фантом. През 2014 г. играе главната роля в сериала „Специално разузнаване“, който трае само един сезон.

## Личен живот
Сключва брак на 1 октомври 2004 със своята дългогодишна приятелка Йесика Кумала. Имат две деца: Джава Кумала (родена на 9 април 2009 г.) и Хънтър Лий (роден през февруари 2014 г.).